# Blues Harp
Pour plus de détails, voir Fiche technique et Distribution.
Blues Harp est un film japonais de yakuza produit par Toshihiko Matsuo, réalisé par Takashi Miike et sorti en 1998.

## Synopsis
Kenji, un yakuza ambitieux, devient un ami avec Chūji, un barman jouant de l'harmonica.

## Fiche technique
- Réalisation : Takashi Miike
- Scénario : Toshihiko Matsuo et Toshiyuki Morioka
- Production : Naoya Narita
- Musique originale : Atsushi Okuno
- Photographie : Hideo Yamamoto (ja)
- Montage : Yasushi Shimamura
- Pays :  Japon
- Langue : Japonais
- Dates de sortie : 
  - Japon : 15 juillet 1998
  - France : 15 mai 2003 (Festival de Cannes)

## Distribution
- Mickey Curtis
- Daisuke Iijima
- Hiroyuki Ikeuchi : Chūji
- Akira Ishige
- Huntley Nicholas : Le père de Chūji
- Atsushi Okuno
- Saori Sekino
- Bob Suzuki
- Seiichi Tanabe